# 하조대
하조대(河趙臺)는 강원특별자치도 양양군 현북면에 위치한 명승이다. 2009년 12월 9일 대한민국의 명승 제68호로 지정되었다.

## 개요
하조대는 암석해안인데, 해안의 기암괴석들과 주변에 있는 소나무 숲과 어우러진 경치가 아름답기로 유명하다. 절벽의 윗부분에는 '하조대'라는 이름의 정자가 있는데, 이는 1955년 세워진 것이다.
고려 말 조선의 개국 공신인 하륜과 조준이 혁명을 도모하며 은둔하여 지내던 곳이여서 '하조대'라는 이름이 붙었다는 설화가 있다.

## 참고 자료
- 하조대 - 국가유산청 국가유산포털